# Patch cable

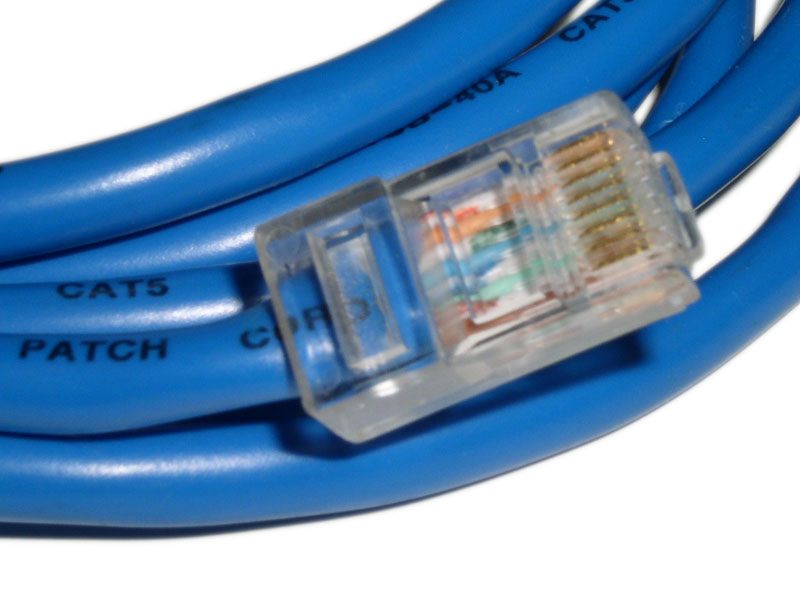
Patch cable

O Patch cable ou patch cord é um cabo de ligação entre antenas e dispositivos informatizados, como por exemplo desktops, notebooks, netbooks, PDAs, smartphones, etc. Uma ponta é ligada à antena, de forma direta ou através de conector próprio. A outra ponta do cabo possui o adaptador para a interface sem fio.
Também é conhecido pelo termo pigtail (comum no meio phreaking ou dos aficionados por montagens eletrônicas) e geralmente designa uma adaptação improvisada para ligar uma antena externa em um adaptador de rede sem fio de qualquer tipo.